# Lev Pontryagin
Lev Pontryagin (rus: Лев Семёнович Понтрягин)  (Moscou, 3 de setembre de 1908 - Moscou, 3 de maig de 1988) matemàtic soviètic.

## Vida i Obra
L'acadèmic L.S. Pontryagin va néixer el 3 de setembre de 1908 a Moscou. Quan tenia catorze anys va patir un desafortunat accident en explotar una estufa que el va deixar cec de per vida; estudiava les matemàtiques amb l'ajut de la seva mare, Tatiana Andreievna, qui li llegia els llibres descrivint-li els símbols matemàtics amb les seves paraules. Després de graduar-se a la universitat Estatal de Moscou el 1929, Pontryagin va treballar a la Facultat de Mecànica i Matemàtiques de la Universitat Estatal de Moscou, i a partir de 1934 tota la seva vida va estar connectada amb l'Institut Steklov de Matemàtiques de l'Acadèmia de Ciències de l'URSS, on fins als seus darrers dies va dirigir el departament d'equacions diferencials. El 1939, Pontryagin va ser elegit membre corresponent de l'Acadèmia de Ciències de l'URSS i, el 1959, membre de ple dret de l'Acadèmia de Ciències de l'URSS. Al final de la seva vida va escriure un llibre autobiogràfic que es va publicar després de la seva mort.
El nom de Pontryagin està associat a la investigació fonamental en els camps de la topologia, de l'àlgebra i de la teoria dels sistemes dinàmics. Els seus primers treballs ja van ser de gran importància en el camp de la topologia i l'àlgebra: els seus treballs sobre la transformada de Fourier el van portar a establir la avui coneguda dualitat de Pontryagin. A partir de començaments dels anys cinquanta, Pontryagin va dedicar tota la seva activitat al desenvolupament de la teoria del control. La teoria matemàtica dels processos òptims que va crear va tenir un gran impacte en la solució de problemes en els camps de l'economia, la biologia, l'enginyeria i altres.